# Beware the Slenderman
Beware the Slenderman è un documentario statunitense del 2016, diretto da Irene Taylor Brodsky e prodotto da HBO Films e HBO Documentary. È stato proiettato per la prima volta al festival cinematografico South by Southwest nel marzo 2016, per poi essere trasmesso su HBO il 23 gennaio 2017.

## Sinossi
Beware the Slenderman tratta l'accoltellamento di "Slender Man", ovvero il tentato omicidio di una coetanea da parte di due ragazzine nel tentativo di offrire un sacrificio umano a Slenderman, un personaggio immaginario venuto alla ribalta come parte del fenomeno di internet delle creepypasta. Il documentario è stato girato in diciotto mesi e contiene interviste con le famiglie delle due aspiranti assassine.
Il film fa inoltre uso di numerosi video di YouTube che hanno a che fare con Slenderman, in particolare spezzoni dalle webserie Marble Hornets e Tribe Twelve. Fa uso anche di spezzoni dai giochi Slender: The Eight Pages e Minecraft.